# Jelse Odde
Jelse Odde är en udde i Danmark.   Den ligger i Skive kommun i Region Mittjylland, i den nordvästra delen av landet, 240 km nordväst om Köpenhamn. Närmaste större samhälle är Skive, 12 km sydväst om Jelse Odde. 
Jelse Odde är ett 1 km långt stenrev som sticker ut i Limfjorden från halvön Lundø.